# ニードモア (ペンシルベニア州)

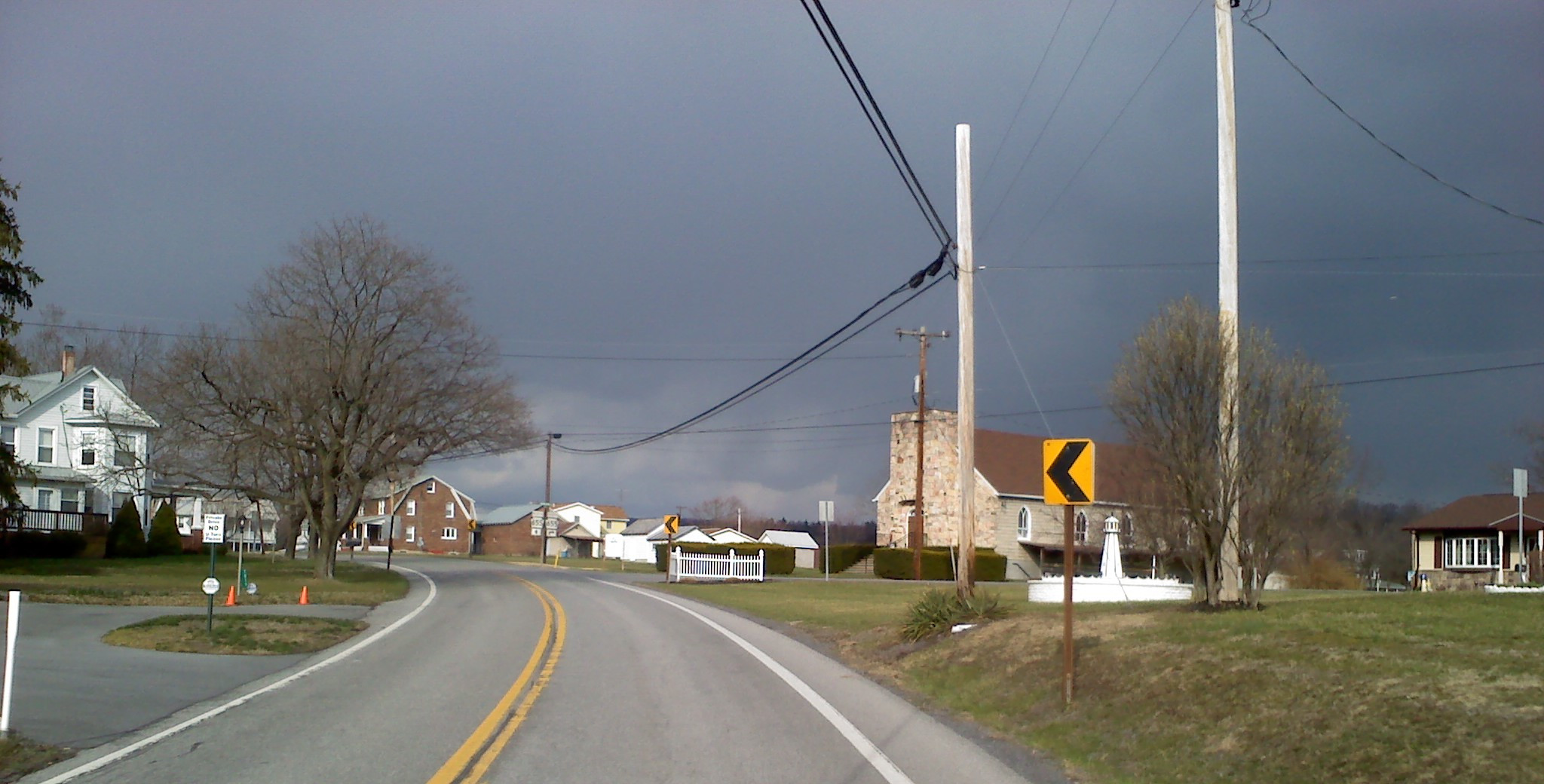
国道522号線からのニードモア

ニードモア（Needmore）アメリカ合衆国ペンシルベニア州フルトン郡ベルファスト郡区にある非法人地域及び国勢調査指定地域（CDP）。人口170人（2010年国勢調査）。

## 地理
ニードモアはベルファスト郡区のアメリカ合衆国道522号線とペンシルベニア州道655号線の交差する、郡南西部中央に位置する。国道522号線から州間高速道路70号線経由でウォーフォースバーグまで7マイル（11km）、マッコネルズバーグまで13マイル（21km）である。州道655号線はメイソン＝ディクソン線まで9マイル（14km）、ハンコックまでは州道655線経由で11マイル（18km）、国道522号線で12マイル（19km）。
集落はポトマック川南部の支流、Tonoloway Creekの谷にある。

## 地質
デボン紀地質という土壌であり、ニードモアシェールと呼ばれる岩盤であるため、地名はこれに由来している。

## その他
NBCで放送されたテレビドラマ、30 ROCK/サーティー・ロックのシーズン1最終回「Hiatus」にニードモアが登場している。